# سیارک ۷۲۷۶
سیارک ۷۲۷۶ (به انگلیسی: 7276 Maymie، نامگذاری:1983RE) هفت هزار و دویست و هفتاد و ششمین سیارک کشف شده است که در ۴ سپتامبر ۱۹۸۳ کشف شد.
قدر مطلق سیارک برابر ۱۳٫۶۰ است.